# مدیسونویل (تنسی)
مدیسونویل(به انگلیسی: Madisonville) شهری در ایالت تنسی کشور ایالات متحده آمریکا است که جمعیت آن در سرشماری سال ۲۰۱۰ میلادی، ۴٬۵۷۷ نفر بوده‌است.